# Finn Wikipédia
A finn Wikipédia (finn nyelven: Suomenkielinen Wikipedia) a Wikipédia projekt finn nyelvű változata, szabadon szerkeszthető internetes enciklopédia. 2002. február 21-én indult.
2012. február 1-jén 287 812 szócikket tartalmazott, ezzel a 17. helyen állt a wikipédiák szócikkszám szerinti rangsorában.

## Mérföldkövek
- 2002. február 21. – a finn Wikipédia elindult a fi.wikipedia.com címen
- 2004. február – elkészült a 10 000. szócikk
- 2007. február 11. – elkészült a 100 000. szócikk
- 2009. április 12. – elkészült a 200 000. szócikk
- 2010. szeptember 24. – elkészült a 250 000. szócikk
- 2012. június 26. - elkészült a 300 000. szócikk
- Jelenlegi szócikkek száma: 483 944 (2020. május 1.)